# Plumularia kirkpatricki
Plumularia kirkpatricki is een hydroïdpoliep uit de familie Plumulariidae. De poliep komt uit het geslacht Plumularia. Plumularia kirkpatricki werd in 1908 voor het eerst wetenschappelijk beschreven door Billard. 